# بيت العربة (الطويلة)

تعديل مصدري - تعديل

بيت العربة هي إحدى قرى عزلة القصبة بمديرية الطويلة التابعة لمحافظة المحويت، بلغ تعداد سكانها 329 نسمة حسب تعداد اليمن لعام 2004.